# يونس القطان
يونس القطان مواليد 1 يوليو 1964 في بغداد، هو مدرب ولاعب كرة قدم عراقي سابق محترف في النرويج، وهو حاصل أيضا حاصل على الجنسية النرويجية.

## مسيرته كإداري
عمل إداريا مع نفس الفريق الذي تقاعد منه؛ نادي التموين والنقل وعمل كمدرب في عام 1992. بعد سنة واحدة سافر إلى لبنان وعمل كمدرب محترف للعديد من الأندية اللبنانية. في عام 1996 سافر إلى النرويج وعمل هناك كمدرب محترف لعدة أندية نرويجية.
في 19 أيار / مايو 2007، عمل القطان مع المدرب إيغل أولسن كمساعد مدرب لمنتخب العراق لكرة القدم في كأس العالم لكرة القدم 2010، ثم عاد إلى لبنان وعمل كمدرب لنادي المبرة النادي الذي وصل إلى نهائي كأس الاتحاد اللبناني، ثم سافر إلى النرويج للعمل كمدرب.
في 24 آب / أغسطس 2011 عاد إلى العراق للعمل كمدرب لنادي الميناء وفي 9 مايو 2016 عمل مدربا لنادي الكهرباء.